# Ciclone Ita
O ciclone tropical severo Ita foi o ciclone tropical mais forte da região da Austrália pela pressão central, desde George em 2007, e desde Monica em 2006 pela velocidade do vento. O sistema foi identificado pela primeira vez nas Ilhas Salomão como uma baixa tropical em 1 de abril de 2014, e gradualmente mudou-se para oeste, atingindo a intensidade do ciclone em 5 de abril. Em 10 de abril, Ita se intensificou rapidamente para um poderoso sistema de categoria 5 na escala australiana, mas enfraqueceu para um sistema de categoria 4 nas horas imediatamente anteriores ao atingir terra (landfall) no dia seguinte. No momento de atingir terra em Cape Flattery em 12 de abril 22:00 (UTC+ 10), a intensidade de Dvorak do ciclone era de aproximadamente T5.0, consistente com um sistema fraco de Categoria 4, e consideravelmente menor do que o T6.5 observado quando o sistema estava em seu pico de intensidade. Os meteorologistas notaram que o sistema havia, naquela época, iniciado um ciclo de substituição da parede do olho ; como resultado, o sistema era consideravelmente menos poderoso do que as várias escalas de intensidade previam. Como resultado, o impacto de Ita no terreno foi reduzido.
Devido à rápida degradação do ciclone antes de desabar em terra, os danos estruturais foram relativamente baixos em A $ 8,4 milhões (US $ 7,9 milhão). No entanto, a indústria agrícola sofreu impactos extensos e as perdas totais chegaram a A$ 1,1 mil milhão (US$ 1 mil milhão).

## História meteorológica
Em 1 de abril de 2014, uma área ampla e mal definida de baixa pressão consolidou-se nas Ilhas Salomão. Inicialmente acompanhado apenas por convecção em flare, o sistema persistia em uma região de baixo cisalhamento do vento e forte vazão que promoveu um desenvolvimento gradual. Após a formação, o escritório do Bureau of Meteorology (BoM) em Brisbane monitorou o sistema como uma baixa tropical. As características de bandas desenvolveram-se gradualmente e envolveram a circulação e a convecção profunda tornou-se persistente por 2 Abril. Um grande nublado central denso desenvolvido sobre a baixa no início de 3 April, solicitando que o Joint Typhoon Warning Center (JTWC) emita um alerta de formação de ciclone tropical.
Depois de se afastar de Papua-Nova Guiné, Ita passou por uma intensificação explosiva e atingiu seu pico de intensidade como Categoria 5 de ciclones tropicais severos no início de 11 Abril. Os ventos foram estimados em 220 km/h (140 mph) ao lado de uma pressão central mínima de 922 mbar (hPa; 27,23 inHg). Voltando-se para o sul-sudeste, a tempestade enfraqueceu um pouco antes de atingir o continente próximo ao Cabo Flattery como uma categoria 4 mais tarde em 11 de abril. Uma estação meteorológica automatizada na Ilha Lizard, a cerca de 5 km (3.1 mi) do centro da tempestade, registou uma pressão de 954 mbar (hPa; 28,17 inHg). Uma vez em terra, Ita se enfraqueceu dramaticamente para uma intensidade de categoria 1 em 18 horas. Mantendo ventos fortes, a tempestade virou para sudoeste e acelerou, eventualmente se movendo ao largo da costa ao norte de Mackay em 13 de abril. No dia seguinte, Ita mudou para um ciclone extratropical ao se afastar da Austrália em direção à Nova Zelândia. Remanescentes extratropicais de Ita combinados com um sistema de baixa pressão ao sul e reintensificados. Em 17 de abril, o centro de baixa circulação da tempestade desabou, quando Ita afetou a Nova Zelândia, trazendo chuvas fortes e ventos fortes. Em 18 de abril, os remanescentes de Ita se curvaram para o oeste e para o sul, antes de se dissiparem ao largo da costa da Nova Zelândia no mesmo dia.

## Preparações e impacto

### Ilhas Salomão
| País                     | Total mortos | Total danos (US$) |
| ------------------------ | ------------ | ----------------- |
| Austrália                | 0            | $1 mil milhão     |
| Nova Zelândia            | 0            | $42,9 milhões     |
| Papua-Nova Guiné         | 0            | —                 |
| Ilhas Salomão            | 40           | $107,8 milhão     |
| Fontes citadas no texto. |              |                   |

Como a baixa tropical precursora do Ciclone Ita afetou as Ilhas Salomão, as autoridades locais emitiram fortes alertas de enchentes, distúrbios tropicais e alertas de ciclones.
Quase dois dias de chuvas fortes e contínuas da tempestade causaram inundações repentinas nas Ilhas Salomão. Em um período de quatro dias, mais de 1,000 mm (39 in) caiu na mina Gold Ridge em Guadalcanal, com 500 mm (20 in) caindo em um intervalo de 24 horas. O rio Matanikau, que atravessa a capital Honiara, quebrou suas margens em 3 Abril e devastou comunidades próximas. Milhares de casas, juntamente com as duas pontes principais da cidade, foram destruídas, deixando vários residentes presos. O hospital nacional teve que evacuar 500 pacientes para outras instalações devido a inundações. Graham Kenna da Save the Children afirmou que, "a escala da destruição é como algo nunca visto antes nas Ilhas Salomão." De acordo com o Secretário Permanente Melchoir Mataki, a maioria das casas destruídas em Honiara foi construída em uma planície de inundação onde a construção não foi permitida.
Inundações severas ocorreram em Guadalcanal.
Em todas as Ilhas Salomão, 22 pessoas foram mortas enquanto cerca de 50.000 pessoas foram afetadas pelas enchentes. Aproximadamente 9.000 ficaram desabrigados. As perdas econômicas totais do desastre foram enormes, totalizando SI$ 787,3 milhões (US$ 107,8 milhões) ou cerca de 9,2 por cento do PIB do país.

### Papua Nova Guiné

Loop de satélite infravermelho animado do Ciclone Ita em 8 Abril se desenvolvendo na costa sudeste de Papua Nova Guiné

Antes de Ita afetando Papua Nova Guiné, o Serviço Meteorológico Nacional emitiu avisos de ciclones tropicais para todas as ilhas e comunidades costeiras na província da Baía de Milne. O NWS também exortou as pessoas nas províncias do Leste e Oeste da Nova Grã-Bretanha, Nova Irlanda e Bougainville, o setor sudeste do Mar de Salomão e áreas do Mar de Coral do Norte a tomarem precauções. Todas as escolas e empresas foram fechadas por vários dias em Milne Bay, enquanto os residentes foram instados a permanecer dentro de casa.
A tempestade trouxe chuvas invulgarmente fortes e ventos fortes para a província de Milne Bay e o distrito da capital nacional. As áreas mais atingidas foram as ilhas de Rossell, Misima, Samarai, Woodlark, Sau e Vanatinai. Relatórios não confirmados de vítimas foram recebidos dessas áreas. Na Ilha Ware, 54 casas e 1 sala de aula foram destruídas. Ao longo do continente, Alotau experimentou fortes ventos que derrubaram árvores e linhas de transmissão, deixando muitos sem energia, e inundações que destruíram casas. Em toda Milne Bay, cerca de 62.000 pessoas foram afetadas pela tempestade. Algumas inundações foram relatadas em Port Moresby. Mais ao norte, na província de Jiwaka, a ponte ao longo da Highlands Highway que cruzava o rio Tuman foi destruída. Funcionários na província de Milne Bay afirmaram que 1.159 casas foram destruídas pela tempestade; no entanto, as autoridades locais alegaram que outros milhares desabaram.

### Austrália
Antes do ciclone afetando Cape York, o Bureau of Meteorology emitiu um alerta de ciclone em 9 de abril, para a costa norte de Queensland, entre Cape Grenville e Port Douglas. O Bureau previu que alcançaria a categoria cinco e seria a tempestade mais severa a afetar Queensland desde o ciclone Yasi em 2011. Em 10 de abril, o ciclone Ita foi elevado à categoria cinco, com um alerta de ciclone emitido para a costa norte de Queensland, entre o rio Lockhart e Cairns. Em antecipação ao ciclone, turistas e funcionários foram evacuados de um resort de férias na Ilha Lizard no dia 10 de abril. À medida que Ita se aproximava da terra firme, todos os residentes em Cooktown e Hopevale foram aconselhados a evacuar para um abrigo comunitário contra ciclones ou deixar as cidades.

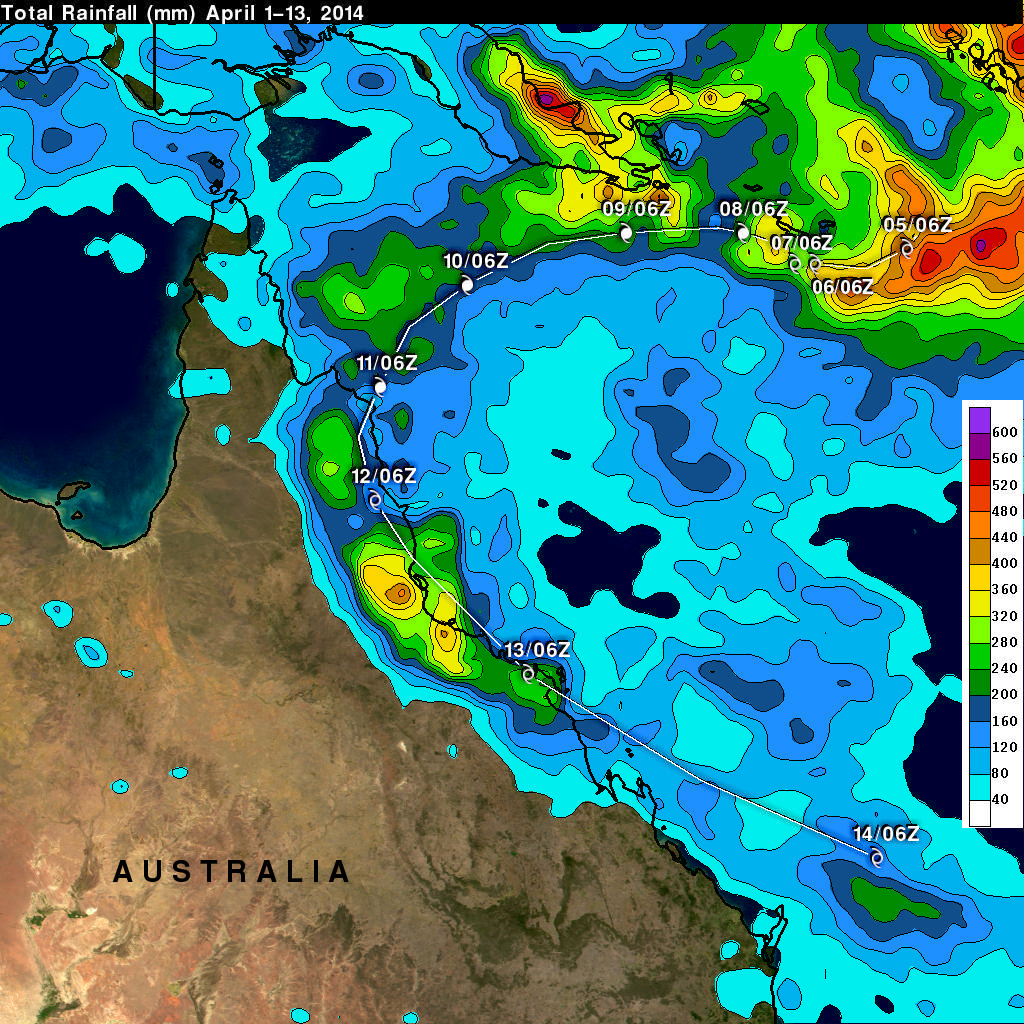
Mapa de precipitação estimada por satélite de 1 a 13 de abril, mostrando as acumulações ao longo do caminho de Ita. Os valores mais altos, 560 to 600 mm, caiu na costa de Papua Nova Guiné e sobre o Mar de Coral. As chuvas mais fortes na Austrália limitaram-se às áreas a oeste de Ingham e Townsville.

Embora uma tempestade enfraquecida no landfall, Ita trouxe ventos prejudiciais para áreas costeiras em torno de Cape Flattery, onde as rajadas atingiram o pico de 160 km/h (99 mph). Uma estação meteorológica automatizada na Ilha Lizard registou rajadas de até 155 km/h (96 mph) antes de o anemômetro falhar. Cooktown, a área povoada mais próxima de onde a tempestade atingiu a costa, experimentou ventos de até 125 km/h (78 mph). Ventos fortes afetaram áreas tão ao sul quanto as ilhas Northumberland, com Mackay registando rajadas de até 94 km/h (58 mph). Uma pequena tempestade acompanhou o ciclone; no entanto, coincidiu com a maré baixa e teve efeitos limitados. Pequenos danos à flora foram relatados em Mackay, no coração da cidade, a copa de uma palmeira foi arrancada por ventos fortes. Em Shoal Point, danos menores foram relatados, com alguns galhos caindo e um deles danificando uma cerca.
O maior impacto de Ita resultou de fortes chuvas, com muitas áreas recebendo até 300 mm (12 in) em 24 horas. Cardwell relatou um recorde de abril 307.0 mm (12.09 in) de chuva em 24 horas, enquanto em Tully 312.0 mm (12.28 in) de chuva caiu durante dois dias, causando inundações moderadas em ambas as cidades. Em Bowen, 110 mm (4.3 in) caiu em uma hora, provocando uma enchente na rua principal da cidade. Cooktown recebeu 197.8 mm (7.79 in) de chuva durante um período de três dias. Os rios Daintree, Mulgrave, Haughton e Herbert sofreram grandes inundações. Townsville relatou 214.2 mm (8.43 in) de chuva e rajadas de vento de até 93 km/h (58 mph) causando apenas danos menores. As bandas externas do Ita causaram fortes chuvas e tempestades tão ao sul quanto a região de Wide Bay – Burnett enquanto ele voltava para o mar novamente, Kingaroy registou 50.4 mm (1.98 in) em menos de uma hora de uma forte tempestade, enquanto a cidade de 1770 recebeu 81.6 mm (3.21 in).
Cooktown sofreu o maior dano estrutural dos ventos, com 200 casas afetadas, das quais 16 foram gravemente danificadas ou destruídas. Muitos edifícios, incluindo um hotel de 140 anos no centro da cidade, perderam seu telhado. A energia foi cortada para toda a cidade e muitas árvores foram arrancadas e destruídas; no entanto, nenhum ferimento foi relatado, pois a maioria dos residentes da cidade estava segura no abrigo contra ciclones da comunidade.
As fortes chuvas causaram enchentes moderadas na maior parte de North Queensland, cinco pessoas foram resgatadas das enchentes entre Cooktown e Cairns e as enchentes no rio Daintree ameaçaram várias propriedades em Mossman, enquanto mais ao sul algumas casas baixas foram inundadas em Ingham. Várias casas também foram inundadas por uma pequena tempestade em Cairns, porém os danos foram limitados.
O dano econômico total do ciclone Ita foi de A $ 1,1 mil milhão (US $ 1 mil milhão). As maiores perdas ocorreram no setor agrícola, com 700 km (430 mi) trecho de lavoura canavieira sofrendo danos. Aproximadamente 80 por cento da safra de cana-de-açúcar no distrito de Herbert River foi destruída com o restante das safras danificadas. As seguradoras estimaram inicialmente que os sinistros poderiam se igualar aos do ciclone Oswald em 2013; no entanto, as perdas seguradas alcançaram apenas A $ 8,4 milhões (US $ 7,9 milhão).

### Nova Zelândia

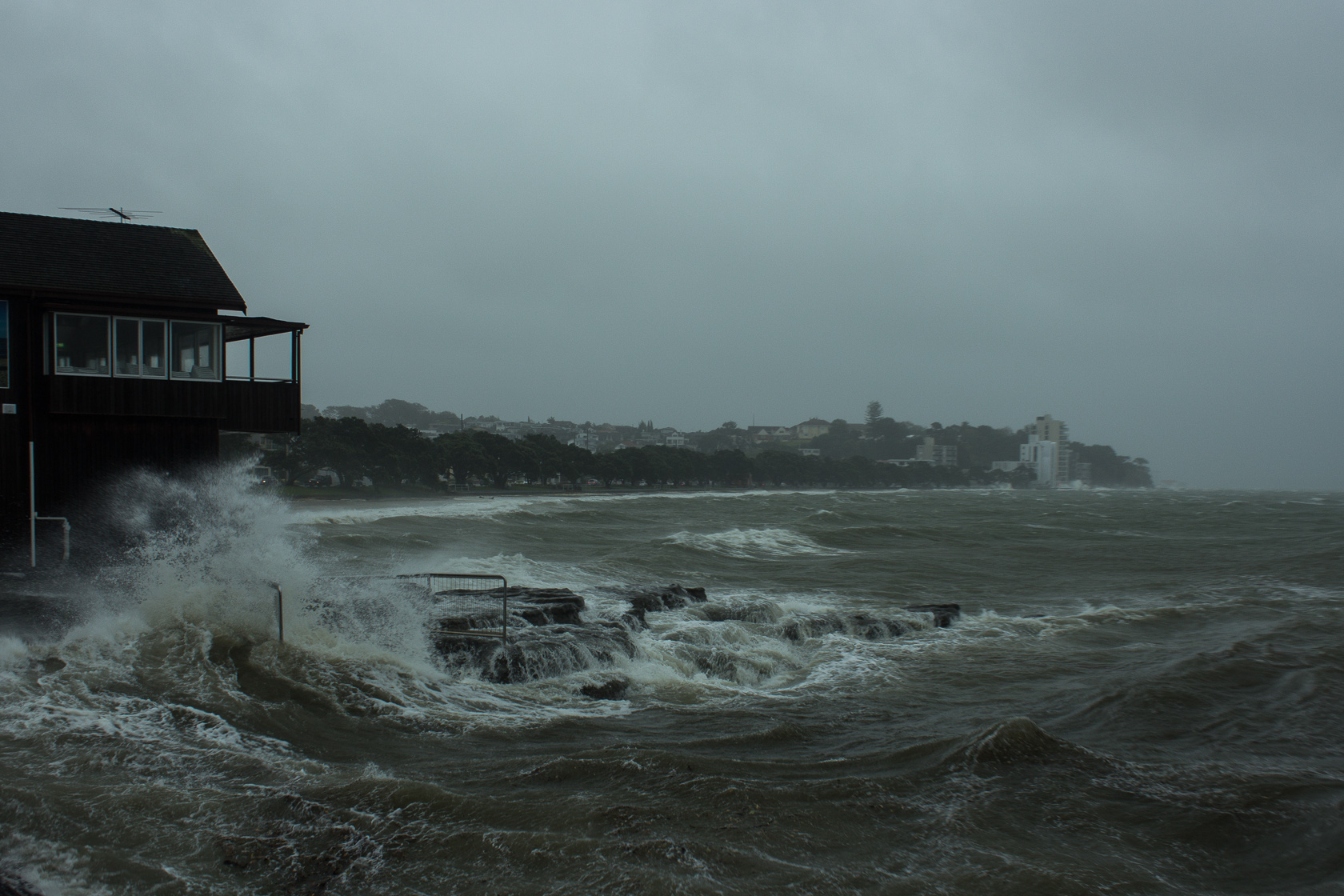
Maré de tempestade nos remanescentes de Ita em Auckland perto de Tamaki Drive

Os remanescentes de Ita trouxeram fortes chuvas e ventos fortes para grande parte da Nova Zelândia no dia 17 Abril. Ventos, com pico de 130 km/h (81 mph) em Westport, derrubou muitas árvores e linhas de energia. Grande parte do país experimentou ventos fortes, embora a Ilha do Norte e as áreas do noroeste da Ilha do Sul tenham sofrido o impacto da tempestade. Numerosos carros foram rolados pelos ventos, incluindo um que foi arrancado de uma ponte sobre o rio Haast. Ônibus que transportavam trabalhadores da Mina Stockton também foram atingidos. Grande parte de Westport foi isolada por árvores derrubadas e todo o distrito de Buller ficou sem eletricidade quando as linhas de transmissão foram danificadas. Em Auckland, as marés e as enchentes fecharam várias estradas e prenderam os moradores. Rajadas na ponte do porto de Auckland chegaram a 100 km/h (62 mph). Em todo Auckland, pelo menos 15.000 as pessoas estavam sem energia.
Ladeiras inteiras supostamente desabaram nas áreas rurais de Clarence e Ward. Danos agrícolas em partes da Ilha do Sul foram comparados ao Ciclone Bola em 1988, uma tempestade considerada uma das piores que já atingiu a Nova Zelândia. Em todo o Distrito Gray, 39 casas tornaram-se inabitáveis enquanto pelo menos 60 outras estruturas sofreram vários graus de danos. As perdas no distrito foram estimadas em mais de NZ $ 20 milhões (US $ 17,1 milhão). Em toda a Nova Zelândia, as perdas seguradas totalizaram NZ $ 55,3 milhões (US $ 42,9 milhão).

## Rescaldo
Em novembro de 2014, o nome Ita foi retirado da lista de nomes da bacia australiana e substituído por Ivana. Em uma situação incomum para um nome de ciclone, um segundo nome não utilizado na lista pré-2014, Ira, também seria substituído ao mesmo tempo por Irving devido à grafia e pronúncia semelhantes. Irving acabaria sendo usado pela primeira vez na temporada 2017-18.

### Ilhas Salomão

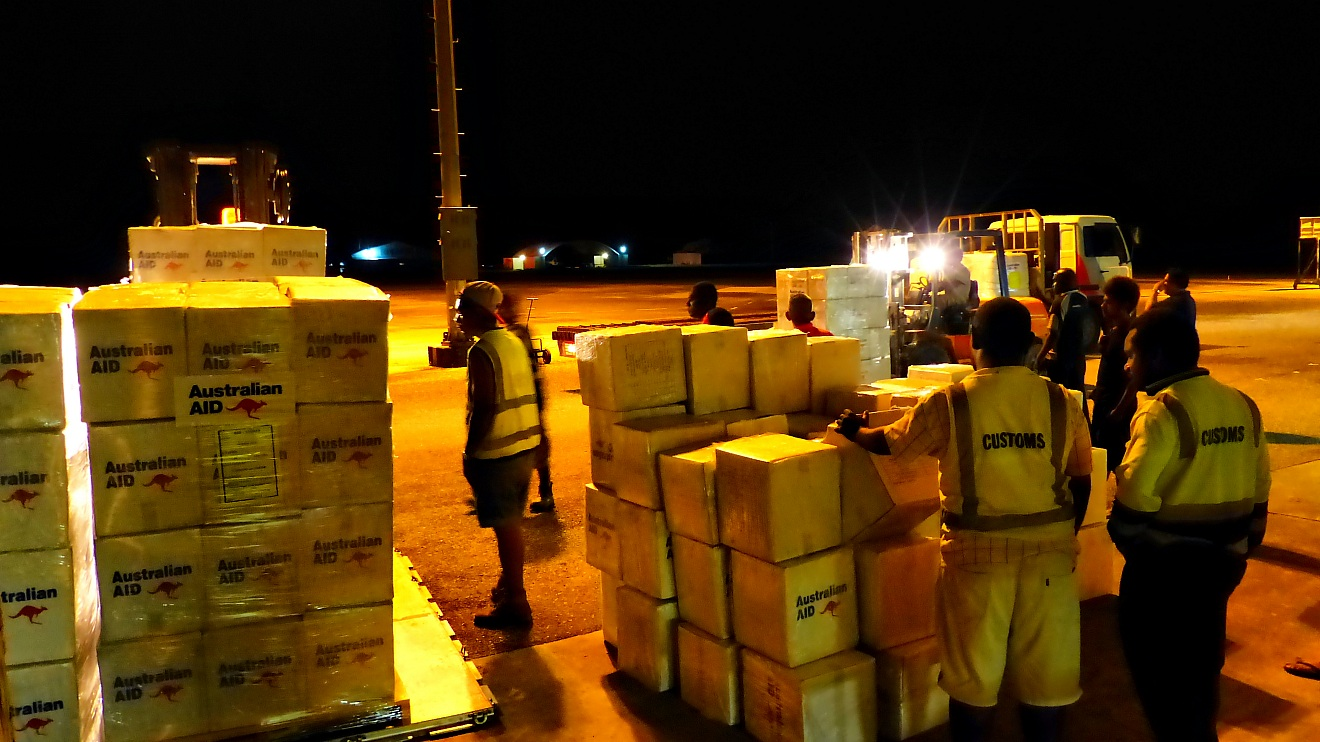
Suprimentos de socorro do Departamento de Relações Exteriores e Comércio da Austrália

Logo após as enchentes, Honiara e Guadalcanal foram declaradas áreas de desastre pelo governo de Salomão. Os destroços deixados pelas enchentes inicialmente atrapalharam os esforços de socorro, com a pista do Aeroporto Internacional de Honiara bloqueada por duas casas destruídas. Os suprimentos de comida começaram a escassear quando a Cruz Vermelha forneceu ajuda aos milhares de desabrigados. O aeroporto foi reaberto no dia 6 Abril, permitindo a entrega de suprimentos da Austrália e da Nova Zelândia. Aproximadamente 20 por cento da população de Honiara realocada para centros de evacuação enquanto comunidades inteiras foram varridas.
A Nova Zelândia ofereceu imediatamente NZ$ 300.000 em fundos e implantou um C-130 Hercules com suprimentos e pessoal de resposta a emergências. A Austrália doou A$ 250.000 em 6 April e enviou engenheiros e equipes de resposta para ajudar nos esforços de socorro. Em 8 Abril, Austrália aumentou seu pacote de ajuda para A$ 3 milhões, enquanto a Nova Zelândia forneceu NZ$ 1,2 adicionais milhão. Papua Nova Guiné e Taiwan forneceram PGK 1 milhões e US$ 200.000 em fundos, respectivamente.
Imediatamente após as enchentes, havia temores de que as enchentes pudessem piorar um surto de dengue já em andamento e causar surtos de diarreia e conjuntivite. Nos dois meses seguintes, um surto generalizado de rotavírus se desenrolou em Honiara, Guadalcanal e Gizo, com mais de 1.000 pessoas adoecendo. Casos graves de diarreia tornaram-se comuns entre crianças, com 18 morrendo como resultado no início de junho. Em meados de julho, o surto foi totalmente contido, sem mais casos da doença. Além disso, 24 pessoas contraíram lepra em Honiara dentro de um abrigo.

### Papua Nova Guiné
Em 15 Em abril, o primeiro-ministro da Papua Nova Guiné, Peter O'Neill, e o presidente do Parlamento, Theo Zurenuoc, forneceram PGK 300.000 (US$ 113.700) em fundos para a província de Milne Bay. A Força de Defesa de Papua Nova Guiné foi enviada para entregar suprimentos de socorro à região. Levantamentos de danos foram conduzidos simultaneamente usando helicópteros da Força de Defesa para determinar as áreas que precisam de ajuda mais imediata. Dez equipes de socorro foram enviadas em 16 April para ajudar nos esforços de limpeza. O escritório de saúde do país também alertou sobre os perigos das doenças pós-tempestade devido aos sistemas de esgoto danificados. As comunicações com as ilhas ultraperiféricas da província continuaram difíceis e limitadas ao rádio de curta distância. Por 17 Abril, uma barcaça com 57 fardos de arroz foram enviados para a ilha Wari, onde milhares de residentes precisavam de alimentos.

### Austrália
Devido à gravidade dos danos agrícolas, o custo médio dos abacates, bananas, alface americana e mamão aumentou.

### Terremotos
Em 4 Abril (5 Hora local de abril ) a 6.0 O terremoto M W, com epicentro na Ilha Makira, atingiu as Ilhas Salomão. Embora nenhum relatório de danos tenha sido recebido em relação a ele, os funcionários estavam preocupados com a possibilidade de deslizamentos de terra resultantes dele. Mais dois grandes terremotos, um 7.1 MW seguido por um 6,5 MW, atingiu perto da região em 11 Abril; resultando em duas mortes e causando danos significativos em partes de Papua-Nova Guiné. Em 12 Abril, a 7,6O terremoto M W ocorreu ao sul da Ilha Makira e foi seguido por um 7,4 MW no dia seguinte. Embora os terremotos tenham produzido apenas um tsunami localizado, com efeitos limitados, eles provocaram evacuações e atrasaram os esforços de socorro nas Ilhas Salomão. Outro alerta de tsunami foi emitido em 19 Abril após mais dois grandes terremotos, 6,6 MW e 7,5 MW, perto de Papua Nova Guiné.